# Barnafejű verébpacsirta
A barnafejű verébpacsirta (Eremopterix signatus) a verébalakúak (Passeriformes) rendjébe, ezen belül a pacsirtafélék (Alaudidae) családjába és az Eremopterix nembe tartozó faj.

## Rendszerezése
A fajt Émile Oustalet francia zoológus írta le 1886-ban, a Pyrrhulauda nembe Pyrrhulauda signata néven.

## Alfajok
- Eremopterix signatus signatus (Oustalet, 1886) – kelet- és dél-Etiópia, észak-, közép- és dél-Szomália, kelet-Kenya;
- Eremopterix signatus harrisoni (Ogilvie-Grant, 1900) – délkelet-Dél-Szudán, északnyugat-Kenya.

## Előfordulása
Afrika keleti részén, Dél-Szudán, Etiópia, Izrael, Kenya, Szomália és Szudán területén honos. Természetes élőhelyei a szubtrópusi és trópusi száraz gyepek, szavannák és forró sivatagok. Állandó, nem vonuló faj.

## Megjelenése
Testhossza 12 centiméter.

## Életmódja
Elsősorban fűmagokkal táplálkozik, de rovarokat is fogyaszt. Áprilistól júliusig költ. Csak a tojó ül a fészken, miközben a hím 6-10 méteres magasságból felügyeli a területet.

## Természetvédelmi helyzete
Az elterjedési területe rendkívül nagy, egyedszáma pedig növekszik. A Természetvédelmi Világszövetség Vörös listáján nem fenyegetett fajként szerepel.